# Charitovalgus croesus
Charitovalgus croesus är en skalbaggsart som beskrevs av Gilbert John Arrow 1944. Charitovalgus croesus ingår i släktet Charitovalgus och familjen Cetoniidae. Inga underarter finns listade i Catalogue of Life.